# Орландини, Андреа
Андреа Орландини (итал. Andrea Orlandini; род. 6 февраля 1948, Флоренция, Италия) — итальянский футболист, полузащитник.

## Биография

### Карьера в клубе
В течение шести сезонов играл за «Фиорентину», но при этом он играл за «фиалок» только с 1971 по 1973 год, а до этого играл в аренде за клубы низших лиг «Реджану», «Самбенедеттезе» и «Прато». 
С 1973 по 1977 год играл за «Наполи», а в 1976 году выиграл Кубок Италии. В 1977 году вернулся в «Фиорентину» и играл за «фиалок» в течение пяти сезонов. 
Всего в Серии A сыграл 267 матчей и забил 8 голов.

### Карьера в сборной
Орландини представлял национальную сборную Италии по футболу три раза. Свой первый матч за сборную провёл 20 ноября 1974 года, в отборочной встрече Евро-1976 с Нидерландами, в которой команда проиграла на выезде со счётом 3:0.